# Jacinto Muondo Dala
Jacinto Muondo Dala (13 de julio de 1996), más conocido como Gelson Dala, es un futbolista angoleño que juega en la posición de delantero en el Al-Wakrah S. C. de la Liga de fútbol de Catar.

## Trayectoria

### Sporting CP
Gelson inició su carrera profesional como futbolista a la edad de 17 años en el club Primeiro de Agosto.
El 1 de julio de 2017 fue traspasado al Sporting de Portugal.
Debuta con el club el 21 de mayo de 2017 en un partido liguero ante el Chaves jugando un minuto.

### Rio Ave FC (cedido)
Llegó cedido al Rio Ave Futebol Clube el 4 de enero de 2018.

## Selección nacional
Gelson hizo su debut internacional con la selección de Angola el 13 de junio de 2015 en un partido contra la República Centroafricana correspondiente al grupo B de la Clasificación para la Copa Africana de Naciones de 2017. En este mismo partido registró sus dos primeros goles internacionales que fueron el primero y el tercero de su equipo en el triunfo final de 4 a cero sobre los centroafricanos.
En enero de 2016 formó parte del plantel de 23 jugadores con los que Angola afronta el Campeonato Africano de Naciones de 2016 que se desarrolló en Ruanda. En este torneo marcó un gol, sin embargo, su selección no pudo pasar de la primera fase.

### Goles internacionales
| # | Fecha                   | Sede     | Rival                    | Marcador | Resultado | Competencia                                                   | Goles |
| - | ----------------------- | -------- | ------------------------ | -------- | --------- | ------------------------------------------------------------- | ----- |
| 2 | 13 de junio de 2015     | Lubango  | República Centroafricana | 4 – 0    | Victoria  | Clasificación para la Copa Africana de Naciones de 2017       |       |
| 4 | 4 de julio de 2015      | Luanda   | Suazilandia              | 2 – 0    | Victoria  | Clasificación para el Campeonato Africano de Naciones de 2016 |       |
| 5 | 24 de octubre de 2015   | Luanda   | Sudáfrica                | 1 – 2    | Derrota   | Clasificación para el Campeonato Africano de Naciones de 2016 |       |
| 6 | 13 de noviembre de 2015 | Benguela | Sudáfrica                | 1 – 3    | Derrota   | Clasificación de CAF para la Copa Mundial de Fútbol de 2018   |       |
| 7 | 21 de enero de 2016     | Butare   | RD Congo                 | 4 – 2    | Derrota   | Campeonato Africano de Naciones de 2016                       |       |